# 真田之親
真田之親（1618年—不詳）是民間傳說中的人物，據說是真田信繁（幸村）在大阪城失守後逃往四國並在那裡生下的孩子。別名石田之親，通稱権左衛門。

## 傳說
根據江戶時代後期的讃岐儒學者中山城山於文政11年（1828年）編纂的『全讃史』記載，信繁在大阪夏之陣後逃往讃岐，在元和2年（1616年）9月至此，依附於細川國弘（國広）並於2年後與當地農民之女生下一子即為之親。之親有一女，嫁給國広的孫太夫，後代改姓石田，但明治時期後復姓真田。
香川縣讚岐市寒川町石田的國弘城跡為此傳說的地點。
由於信繁的第三子幸信是在元和元年（1615年）戰後出生，若之親為其後代，則應為第四子，然而這一傳說是以幸村存活的說法為前提。
在江戶時代前期，寛永至元禄時期的史料『採要録』中記載：“大阪失守後，有許多人逃至九州、四國等地，幸村、大野治親等是否逃至讃岐尚不得而知。在四國之中，讃岐、阿波靠近大阪，且渡海也比較容易。幸村和治親可能隱居在讃岐山中，改名過活，這樣的傳聞也曾經有過。”這只是一個傳聞，但表明了有關幸村逃往四國的傳說。

## 家庭
- 父：真田信繁
- 母：不明(四國當地農民之女)
- 配偶：不明
- 子女：一女